# 佐和由梨
佐和 由梨（さわ ゆり、1961年9月 - ）は日本のミュージカル俳優である。滋賀県大津市出身。劇団四季所属。

## 来歴
京都女子高等学校を経て大阪芸術大学舞台芸術学科に入学。卒業後はNHK大津放送局入社し、1987年に劇団四季オーディションに合格し劇団四季へ入団した。入団後はオペラ座の怪人の日本公演の初演にも出演し、その後「昭和の歴史三部作」の三作品に出演するなど幅広い作品に出演している。

## 人物
大学時代は南河内万歳一座に所属していた。

## 主な出演作品

### 舞台
- オペラ座の怪人（マダム・ジリー）
- エビータ（アンサンブル）
- 美女と野獣（アンサンブル）
- 夢から醒めた夢（老婦人）
- ミュージカル李香蘭（アンサンブル）
- ミュージカル異国の丘（李花蓮）
- ミュージカル南十字星（原田春子）
- エクウス（ジル）
- 魔法をすてたマジョリン（花嫁）
- マンマ・ミーア!（2005年、ロジー）
- 壁抜け男（2007年、M嬢（公務員） / 2012年～、八百屋・娼婦）
- サウンド・オブ・ミュージック（2010年～、修道院長）
- アスペクツ・オブ・ラブ（2012年、エリザベス）
- はじまりの樹の神話（2021年、スミレ）
- ふたりのロッテ （2024年、ムテジウス校長）

### ラジオ
- 今日は一日“劇団四季”三昧（2013年12月30日、NHK-FM）

### CD
- 劇団四季「美女と野獣」（2000年、アンサンブル）
- 劇団四季「エビータ」（1997年、アンサンブル）
- 劇団四季「壁抜け男」（2000年、M嬢）
- 劇団四季「李香蘭」（1992年、アンサンブル）
- 劇団四季「アスペクツオブラブ」（1999年、アンサンブル）

### DVD
- 劇団四季「夢から醒めた夢」（2011年12月22日、老婦人）
- 劇団四季「壁抜け男」（2015年1月23日、娼婦）
- 劇団四季「李香蘭」（2009年1月23日、アンサンブル）
- 劇団四季「南十字星」（2009年1月23日、アンサンブル）